# Lagor
Lagor – miejscowość i gmina we Francji, w regionie Nowa Akwitania, w departamencie Pireneje Atlantyckie.

Populacja miejscowości od 1962 do 2008 roku

Według danych na rok 1990 gminę zamieszkiwało 1295 osób, a gęstość zaludnienia wynosiła 62 osób/km² (wśród 2290 gmin Akwitanii Lagor plasuje się na 334. miejscu pod względem liczby ludności, natomiast pod względem powierzchni na miejscu 498.).